# Eli Mandel
Pour les articles homonymes, voir Mandel.
Eli Mandel (Estevan, 3 décembre 1922 – Toronto, 3 septembre 1992) est un poète, essayiste et anthologiste canadien.

## Biographie
D'origine russe, les parents de Mandel émigrent du l'Ukraine vers le Canada au début de leur adolescence. Après avoir servi au cours de la Seconde Guerre mondiale, Mandel étudie à l'Université de la Saskatchewan et y obtient son baccalauréat en 1949 et sa maîtrise en 1950. Il obtient son doctorat en 1957 à l'Université de Toronto. Il enseigne la littérature anglaise à l'Université de l'Alberta et à l'Université York,.

## Œuvre
Mandel est l'auteur de plusieurs ouvrages de critique littéraire et de neuf recueils de poésie. Il a contribué à faire reconnaître la fonction de la critique avec Criticism: the Silent-Speaking Words (1966), Another Time (1977) et Contexts of Canadian Criticism (1971).

## Récompenses
- 1967 : Prix littéraire du Gouverneur général pour An Idiot Joy
- 1973 : Prix littéraire du Gouverneur général pour Lions on her Face